# Sisyphus medicus
Sisyphus medicus là một loài bọ cánh cứng trong họ Bọ hung (Scarabaeidae).